# John Hall (homme politique néo-zélandais)
Pour les articles homonymes, voir John Hall (homonymie) et Hall.
Sir John Hall, né le 18 décembre 1824 à Kingston-upon-Hull en Angleterre et mort le 25 juin 1907 à Christchurch en Nouvelle-Zélande, est un homme politique britannique, Premier ministre de Nouvelle-Zélande entre le 8 octobre 1879 et le 21 avril 1882. Il est considéré comme « le principal homme politique conservateur de Nouvelle-Zélande au XIXe siècle ».

## Biographie

### Jeunesse et débuts
Fils d'un capitaine au long cours, il est élevé dans la foi dissidente mais choisit de lui même l'anglicanisme. Il travaille au General Post Office à Brighton avant d'émigrer à Christchurch, en Nouvelle-Zélande, en 1852. Il s'y établit comme fermier ovin et est élu au Conseil provincial de Canterbury dès 1853. Au cours des vingt ans qui suivent, il devient une figure majeure de la vie politique de la province.
Il entre à la Chambre des représentants de Nouvelle-Zélande aux élections de 1855 et est le « secrétaire colonial » (ministre de l'Intérieur) du très éphémère gouvernement de William Fox en mai 1856. Fait membre en 1872 du Conseil législatif, la chambre haute du Parlement de Nouvelle-Zélande, il est leader du Conseil en 1872, c'est-à-dire ministre chargé des relations du gouvernement avec la chambre haute, puis à nouveau secrétaire colonial début 1873, dans le gouvernement de George Waterhouse,. Il s'oppose sans succès à la loi sur l'éducation de 1877 qui instaure un enseignement public laïque.

### Premier ministre
Aux élections législatives de 1879, il retrouve un siège à la Chambre des représentants, et devient chef de l'opposition parlementaire (en) face au gouvernement de George Grey. Le 10 octobre, George Grey perd la confiance de la Chambre et John Hall devient Premier ministre. Il n'y a pas encore de partis politiques à cette date, et si John Hall est le chef de file des conservateurs, les allégeances des députés sont changeantes. Pour disposer d'une majorité à la Chambre, il est contraint d'accepter la réforme électorale inachevée initiée par George Grey, et d'introduire ainsi le suffrage universel masculin ainsi que la tenue d'élections législatives tous les trois ans. Il pondère ces réformes démocratiques et introduisant une sur-représentation des élus des circonscriptions rurales, davantage conservatrices, à la Chambre.
Après la politique de grands emprunts et de grandes dépenses du gouvernement de Julius Vogel, John Hall adopte une politique de prudence et de mesure en matière financière. Il est par ailleurs un Premier ministre peu directif, accordant une assez grande autonomie à ses ministres dans leurs champs de compétence respectifs.
Sous la pression de son ministre des Affaires indigènes John Bryce (en), et profitant de l'absence du gouverneur Arthur Gordon qui est attaché à la protection des droits des Maoris, il ordonne à regret en 1881 l'invasion de Parihaka (en), village maori fondé par le résistant pacifiste Te Whiti o Rongomai face aux expropriations de terres maories par le gouvernement durant les « guerres maories ». Le gouvernement Hall remporte les élections quelques semaines plus tard, mais doit composer avec une Chambre des représentants désunie, où beaucoup de députés défendent les intérêts de leurs circonscriptions respectives plutôt que s'aligner sur un camp. Stressé, malade, John Hall démissionne en avril 1882. Malgré leurs désaccords, le gouverneur Gordon obtient alors que Hall soit nommé chevalier commandeur de l'ordre de Saint-Michel et Saint-Georges,.

### Suites
Il quitte la Chambre des représentants en 1883, mais y retrouve un siège aux élections de 1887, espérant s'opposer à ce qu'il considère comme des réformes trop radicales. Il démissionne toutefois avant même d'avoir prêté serment, trop malade pour entrer au Parlement. Il devient néanmoins le « principal mentor politique » du Premier ministre conservateur Harry Atkinson qui, en accord avec les recommendations de John Hall, nomme de nombreux conservateurs au Conseil législatif pour gêner l'introduction de réformes par les progressistes, favoris des élections de 1890. Pour autant, John Hall soutient l'idée du droit de vote des femmes, tant pour des raisons de principe (il estime depuis longtemps que les femmes devraient avoir ce droit) que pour des raisons politiques (les études suggèrent qu'elles seraient davantage enclin que les hommes à voter conservateur). Par son influence, il contribue ainsi à ce que la majorité conservatrice au Conseil législatif accepte le projet de loi du gouvernement libéral de Richard Seddon faisant de la Nouvelle-Zélande en 1893 le premier pays au monde à reconnaître aux femmes le droit de vote,.
Il est l'un des trois représentants de la Nouvelle-Zélande, choisis par le Parlement, à la Convention australasienne nationale de 1891, qui projette une fédération des colonies britanniques autonomes d'Australie et de Nouvelle-Zélande.
Devenu maire de Christchurch en 1906, il meurt l'année suivante à l'âge de 82 ans.